# Barbara Debeuckelaere
Barbara Debeuckelaere (Aalst) is een Belgische fotografe.

## Studies en carrière
Ze behaalde in 1991 een master economie aan KULeuven, in 1992 een master internationale politiek aan Vrije Universiteit Brussel, en in 2021 een master fotografie aan KASK GENT. Debeuckelaere startte haar professionele carrière in Suriname als junior professor aan de Universiteit van Paramaribo. Daarna werkte ze jaren als journalist: voor kranten als De Standaard en De Morgen en vanaf 2002 bij de nieuwsredactie van de VRT. Daar werkte ze eerst voor de radio, Voor de Dag en Radionieuws, en vanaf 2007 voor televisie bij Terzake. Voor VRT maakte ze onder andere reportages en reizen naar het Midden-Oosten, tot ze professioneel een andere weg insloeg in 2014. 

## Projecten
In 2021 studeerde ze af met een fotografieproject getiteld Slobozia, Texas, dat de conventies van documentairefotografie in vraag stelt en speelt met enscenering. In Roemenië was de impact van de Amerikaanse soapserie Dallas erg groot, in tegenstelling tot wat de communistische leider Nicolae Ceaușescu had beoogd. Na de Roemeense revolutie in 1989 bouwde een rijke fan zelfs de beroemde ranch uit de serie na. Debeuckelaere zocht online contact met mensen die zich verbonden voelden met de tv-reeks en fotografeerde hen daarna in een glamoureuze Dallas-setting die een sterk contrast geeft met de complexe realiteit van de Roemeense context. Slobozia, Texas bestaat uit een reeks foto's en een zelf gepubliceerd boek.
In 2022 maakte Debeuckelaere met Slobozia, Texas deel uit van .TIFF, een jaarlijks traject van FOMU voor een selectie opkomende Belgische kunstenaars die werken met fotografie. Binnen dit traject werd een magazine gepubliceerd en een groepstentoonstelling georganiseerd die liep van 24 juni tot 28 september 2022 in FOMU. Diezelfde tentoonstelling reisde naar cultuurhuis De Brakke Grond in Amsterdam om er te exposeren van 17 september tot 5 oktober 2022.
In februari 2023 was Barbara Debeuckelaere getuige van een gewelddadig incident tijdens een gegidste wandeling in Hebron op de Westelijke Jordaanoever. Tijdens de wandeling viel een Israëlische soldaat de Palestijnse gids Issa Amro aan die onder andere Debeuckelaere en de Amerikaanse journalist Lawrence Wright een rondleiding gaf in de stad. De video die Debeuckelaere maakte van het incident waarbij de Israëlische militair Amro bij de nek greep, op de grond duwde en schopte circuleerde wijd en veroorzaakte ophef, net als de berichten die Wright op Twitter publiceerde. 
In de loop van 2023 en 2024 werkte Debeuckelaere aan een fotoproject in samenwerking met vijftig Palestijnse vrouwen uit acht families in Tel Rumeida op de Westelijke Jordaanoever in Hebron, die ze ontmoette via Issa Amro. Dit project kreeg de titel ‘OM (أُمّ, mother), want 'om betekent moeder in het Arabisch. Met analoge fotocamera's maakten de vrouwen zelf beelden in hun directe omgeving, waar een derde van de huizen intussen verlaten is door het aanhoudende geweld tegen Palestijnen. Dat de vrouwen daar blijven wonen en simpelweg bestaan is volgens Debeuckelaere de ultieme daad van verzet. 'OM is daardoor een werk dat de apartheid in Palestina toont op een intieme manier, via momentopnames in de levens van moeders en hun kinderen. Het project werd gepubliceerd in boekvorm door The Eriskay Connection in april 2024. De Zuid-Afrikaanse kunstenaar en Mensenrechtenverdediger Adam Broomberg schreef ook een tekst in de publicatie. Aysha en Sundus al Azza, twee zussen die mee fotografeerden voor 'OM, stelden het boek voor samen met Debeuckelaere op verschillende plekken in België in het voorjaar van 2024.

## Trivia
Debeuckelaere woont anno 2025 in Gent, samen met haar partner Koen, met wie ze drie kinderen heeft.